# Torre Le Parc
La Torre Le Parc è un grattacielo della capitale argentina Buenos Aires. È situato nell'esclusiva zona di Palermo Nuevo, nel barrio di Palermo. È stato il più alto edificio dell'Argentina dal 1994 al 2003.

## Storia
L'edificio fu costruito dall'impresa RAGHSA che contrattò il progetto l'architetto argentino Mario Roberto Álvarez.